# Nothoprocta
Nothoprocta là một chi chim trong họ Tinamidae.